# Сеницкая, Лидия Эразмовна
Лидия Эразмовна Сеницкая (в девичестве — Волынцева; 1890? — 1973) — русскоязычная писательница, поэтесса, критик, переводчица. Подписывала свои произведения как «Лидия Сеницкая», а с 1964 года — «Волынцева».

## Биография
Училась в житомирской Мариинской гимназии, где и начала писать стихи (но печаталась только с 20-х годов). После революции осталась жить в Ровно, которое отошло после советско-польской войны к Польше. Она участвовала в деятельности русского литературного кружка, созданного Александром Кондратьевым, часто устраивала у себя дома встречи эмигрантских поэтов и писателей. Её рассказы, пьесы, стихи печатались в эмигрантских русскоязычных периодических изданиях от Варшавы до Харбина: «Наше время», «Русский голос», «Меч», «Воскресное чтение», в журнале «Утес» (Вильно), «Журнале Содружества» (Выборг; 1936, 1937). Её стихотворения вошли в «Сборник русских поэтов в Польше» (Львов, 1930) и «Антологию русской поэзии в Польше» (Варшава, 1937).
В 1939 году после раздела Польши между большевиками и нацистами переехала в Варшаву. После войны в основном занималась переводами с французского и польского (Поля Верлена, Леконта де Лилля, Адама Асныка, Марию Конопницкую, Леопольда Стаффа и др.). Переводы печатались в «Русском голосе» (Лодзь).
С 1964 года проживала в США. Печаталась в «Православной Руси», «Новом журнале», «Наших вестях» как Волынцева. Умерла в 1973 году в Нью-Йорке. В 1975 году посмертно вышел единственный сборник её стихотворений «Ледяные узоры».